# Харьковский национальный университет городского хозяйства имени А. Н. Бекетова
Харьковский национальный университет городского хозяйства (сокр. ХНУГХ им. А. Н. Бекетова; укр. Харківський національний університет міського господарства ім. О. М. Бекетова) — высшее учебное заведение в городе Харькове, основанное в 1922 году.
Проводит обучение студентов по трём образовательно-квалификационным уровням: бакалавр, специалист, магистр по 30 специальностям и 16 направлениям: экономика предприятия, учёт и аудит, менеджмент, экология, охрана окружающей среды и природопользование, электромеханика, строительство, архитектура, гидротехника (водные ресурсы), геодезия, картография и землеустройство, гостинично-ресторанное дело, туризм, электротехника, охрана труда и транспортные технологии, логистика.

## История
1922 год. Всеукраинский техникум коммунального хозяйства (ВТКХ).
1924 год. Вечерний рабочий техникум народного хозяйства (ВРТНХ). Факультет коммунального хозяйства.
1929 год. Харьковский институт народного хозяйства. Коммунальный факультет.
1930 год. Харьковский институт коммунального хозяйства (ХИКХ).
1935 год. Харьковский учебный комбинат коммунального хозяйства (ХУККХ).
В составе ХУККХ — Харьковский институт коммунального хозяйства (ХИКХ) и Техникум зелёного строительства (ТЗС).
1938 год. Харьковский институт коммунального строительства (ХИКС) в составе ХУККХ.
1939 год. Харьковский институт инженеров коммунального строительства (ХИИКС) в составе ХУККХ.
1941 год. Упразднён Учебный комбинат коммунального хозяйства. Харьковский институт инженеров коммунального строительства и Техникум зелёного строительства выделены в отдельные учебные заведения.
Название ВУЗа «Харьковский институт инженеров коммунального строительства» (ХИИКС) существовало до 1989 года.
В 1952—1959 годах начальником военной кафедры института был генерал-майор Михаил Снегов.
1989 год. Харьковский институт инженеров городского хозяйства (ХИИГХ).
1994 год. Харьковская государственная академия городского хозяйства (ХГАГХ).
2003 год. Харьковская национальная академия городского хозяйства (ХНАГХ).
2013 год. Харьковский национальный университет городского хозяйства имени А. Н. Бекетова (ХНУГХ им. А. Н. Бекетова).

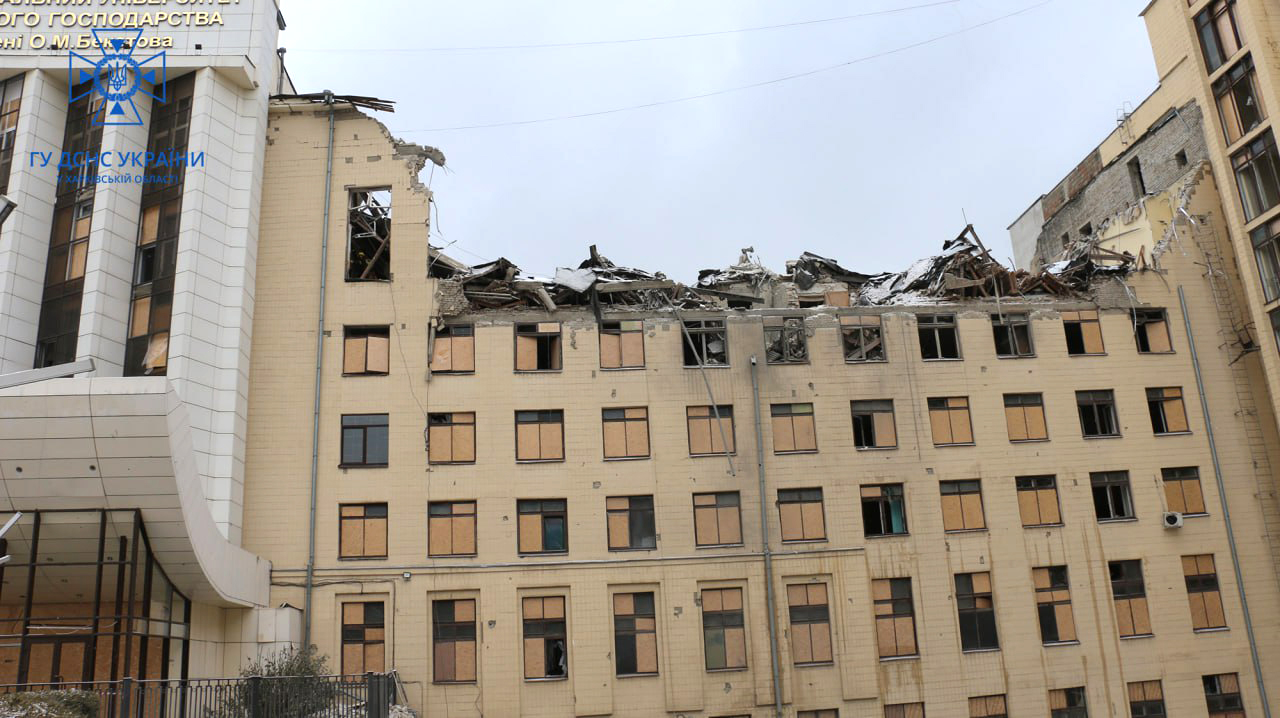
Главный корпус после российского ракетного удара 5 февраля 2023 года

20 июня 2022 года российским ракетным ударом был разрушен жилищно-коммунальный колледж, а 5 февраля 2023 новый удар ракетой С-300 частично разрушил главное здание университета.

## Ректоры
- 1962—1975 Юрий Бутенко
- 1976—2011 Леонид Шутенко
- 2011— Владимир Бабаев

## Известные выпускники

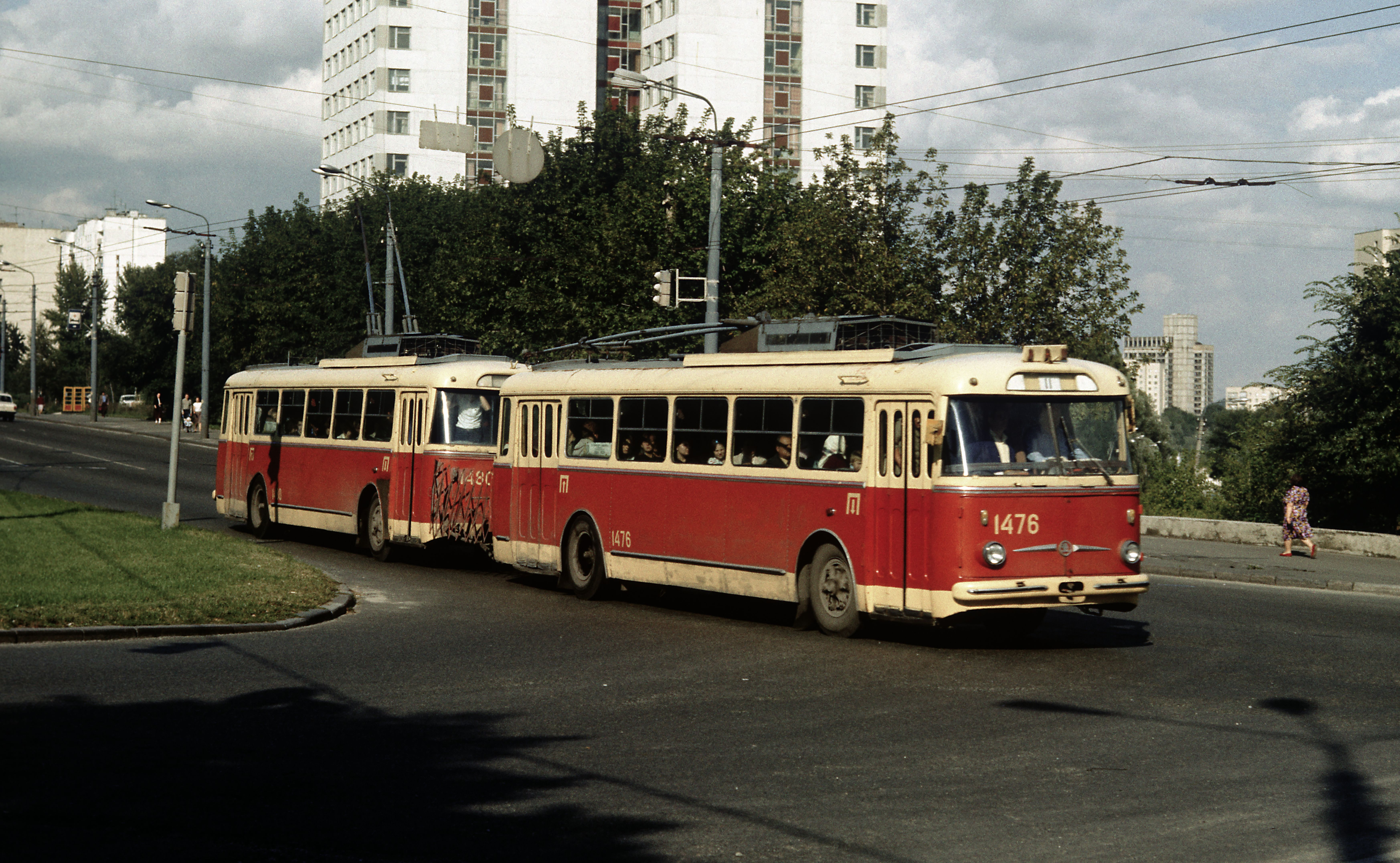
Поезд из двух троллейбусов Škoda 9Tr выпускника 1960 года Владимира Веклича в Киеве (1986 год)

- Владимир Филиппович Веклич[6][7] (1938—1993)[8] — изобретатель троллейбусного поезда[5][9][10], инициатор строительства (совместно с В. К. Дьяконовым) первой в СССР линии скоростного трамвая[11][12], доктор технических наук[13], директор Научно-исследовательского и конструкторско-технологического института городского хозяйства[14].

## Структура ХНУГХ

### Жилищно-коммунальный колледж

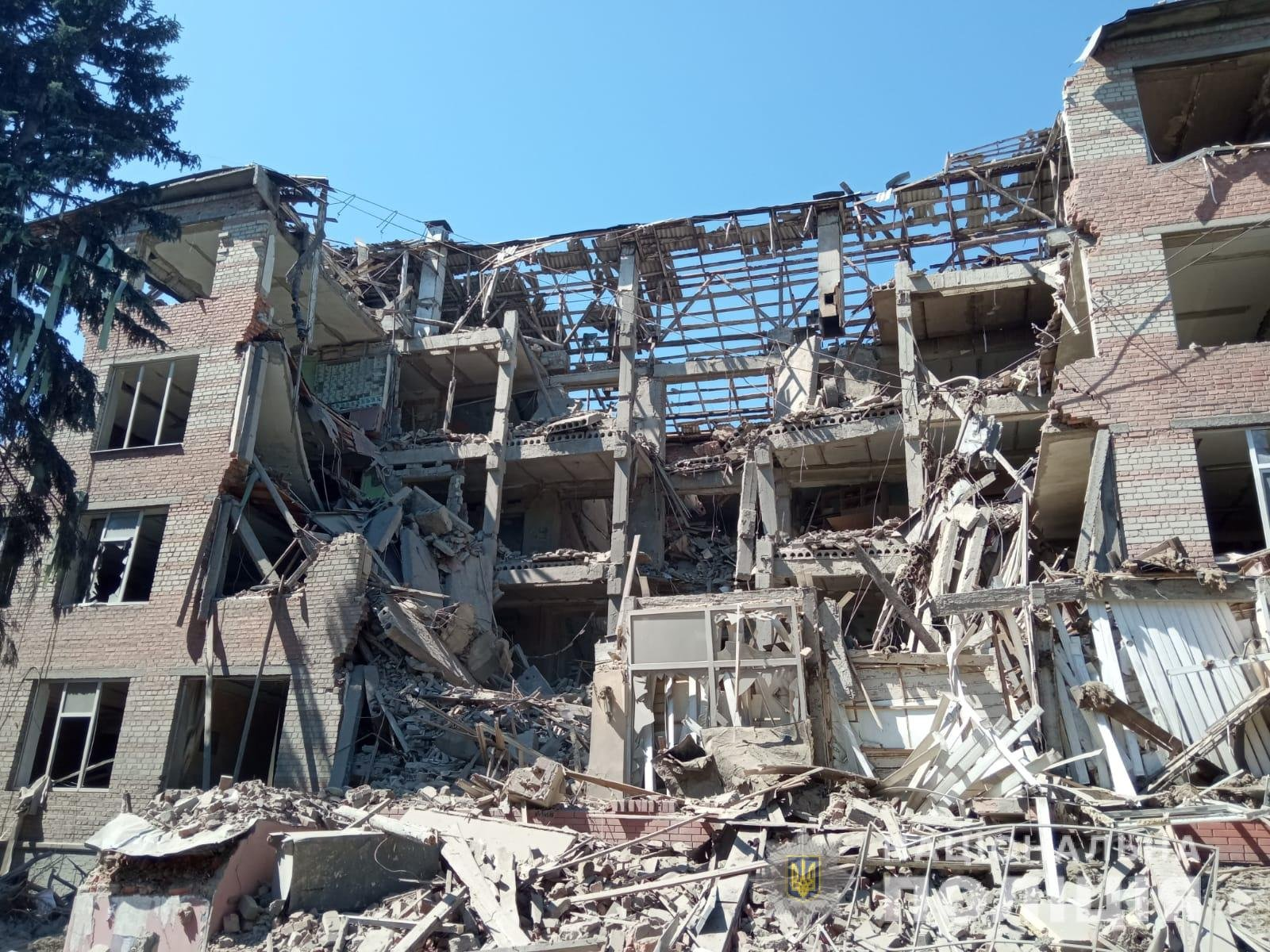
Корпус колледжа, разрушенный российским ракетным ударом 20 июня 2022 года во время масштабной российской агрессии

- Основан в 1928 году как Профшкола декоративного садоводства и древоводства и под таким названием проработал до 1933 года.
- 1933—1940 годы — Садово-декоративный техникум.
- 1940—1989 годы — Харьковский техникум зелёного строительства (ХТЗС).
- 1989—1997 годы — Харьковский жилищно-коммунальный техникум.
- С 1997 года — Жилищно-коммунальный техникум Харьковского национального университета городского хозяйства. Позже стал называться колледжем.
- 20 июня 2022 года корпус колледжа был разрушен российским ракетным ударом[1].

В колледже готовят специалистов среднего звена (образовательная деятельность по 1 уровню аккредитации) по специальностям:
- Зелёное строительство и садово-парковое хозяйство
- Промышленное цветоводство
- Организация обслуживания в гостиницах
- Коммерческая деятельность
- Бухгалтерский учёт

### Электромеханический техникум
В 1997 году приказом Министерства образования техникум был включён в состав Харьковской государственной академии городского хозяйства на правах структурного подразделения и в настоящее время имеет полное название — Электромеханический техникум Харьковского национального университета городского хозяйства имени А. Н. Бекетова.

### Факультеты ХНУГХ
Университет состоит из 9 факультетов, 30 кафедр.
- Учебно-научный институт энергетической, информационной и транспортной инфраструктуры
  - Кафедра автоматизации и компьютерно-интегрированных технологий
- Градостроительный факультет
  - Кафедра архитектурного и ландшафтного проектирования
  - Кафедра основ архитектурного проектирования и рисунка
  - Кафедра архитектурного мониторинга городской среды
  - Кафедра градостроительства
  - Кафедра городского строительства
  - Кафедра механики грунтов, фундаментов и инженерной геологии
  - Кафедра теплохладоснабжения
  - Кафедра инженерной и компьютерной графики
  - Кафедра геоинформационных систем и геодезии
- Факультет инженерной экологии городов
  - Кафедра эксплуатации газовых и тепловых систем
  - Кафедра высшей математики
  - Кафедра химии
  - Кафедра инженерной экологии городов
  - Кафедра водоснабжения, водоотведения и очистки вод
- Факультет менеджмента
  - Кафедра менеджмента и администрирования
  - Кафедра прикладной математики и информационных технологий
  - Кафедра управления проектами в городском хозяйстве и строительстве
  - Кафедра туризма и гостиничного хозяйства
- Факультет электрического транспорта
  - Кафедра теоретической и строительной механики
  - Кафедра безопасности жизнедеятельности
  - Кафедра истории и культурологии
  - Кафедра физики
  - Кафедра электрического транспорта
- Факультет электроснабжения и освещения городов
- Кафедра электроснабжения городов
  - Кафедра светотехники и источников света
  - Кафедра электротехники
  - Кафедра физвоспитания и спорта
  - Кафедра философии и политологии
- Факультет экономики и предпринимательства
  - Кафедра экономики предприятий, бизнес-администрирования и регионального развития
  - Кафедра учёта и аудита
  - Кафедра экономической теории
  - Кафедра правового обеспечения хозяйственной деятельности
- Факультет последипломного образования
  - Предоставляет образовательные услуги на дневной, заочной, дистанционной формами обучения и экстернатом по 13 специальностям.
- Факультет заочного обучения

Факультет заочного обучения готовит специалистов образовательно-квалификационных уровней бакалавр, специалист, без отрыва от производства по таким специальностям:
- - Учёт и аудит
  - Экономика предприятий городского хозяйства
  - Экономика предприятий строительства
  - Менеджмент организаций городского хозяйства
  - Менеджмент организаций строительства
  - Менеджмент гостиничного, курортного и туристического сервиса
  - Электрический транспорт
  - Электротехнические системы электропотребления
  - Светотехника и источники света
  - Городское строительство и хозяйство
  - Промышленное и гражданское строительство
  - Техническое обслуживание, ремонт и реконструкция зданий
  - Теплогазоснабжение и вентиляция
  - Водоснабжение и водоотвод
  - Экология, охрана окружающей среды и сбалансированное природопользование
  - Транспортные системы.
  - Геоинформационные системы и технологии
- Факультет менеджмента
- Факультет менеджмента готовит специалистов образовательно-квалификационных уровней бакалавр, специалист, по следующим направлениям:
  - Менеджмент (менеджмент организаций и администрирование)
  - Туризм
  - Гостинично-ресторанное дело
  - Транспортные технологии (транспортные системы, организация перевозок и управление на транспорте, организация и регулировка дорожного движения; логистика)

Кафедра туризма и гостиничного хозяйства (ТиГХ) осуществляет подготовку бакалавров по направлениям: менеджмент (специализации: менеджмент гостиничного, курортного и туристского сервиса; менеджмент сервиса и услуг; менеджмент международного туризма), гостинично-ресторанное дело, туризм; специалистов и магистров по направлениям: 030601 «менеджмент организаций и администрирование» (по видам экономической деятельности), 14010101 «гостиничное и ресторанное дело», 14010301 «туризмоведение» (по видам)
- Факультет повышения квалификации и переподготовки руководящих кадров и специалистов ЖК
  - Факультет повышает квалификацию специалистов жилищно-коммунального хозяйства по таким направлениям:
  - Пути реформирования жилищно-коммунального хозяйства
  - Особенности создания и обеспечения эффективного функционирования объединений совладельцев многоквартирных домов (ОСМД) в современных условиях ЖКХ
  - Организация туристического и гостиничного бизнеса
  - Актуальные вопросы и современные пути обеспечения энерго- и ресурсосбережения на предприятиях и в организациях жилищно-коммунального хозяйства
  - Новые технологии обеззараживания питьевой воды и стоковых вод
  - Пути сокращения технологических расходов питьевой воды на предприятиях водопроводно-канализационного хозяйства. Подготовка к привлечению отраслевых технологических нормативов использования воды
  - Актуальные вопросы утилизации отходов и обеспечения эффективной деятельности предприятий санитарной очистки
  - Выбор и формирование эффективной системы управления ЖКХ города, района, как приоритетное задание местных органов власти
  - Особенности формирования института управления жилыми домами и создание компаний заказчиков жилищно-коммунальных услуг
  - Сметное дело в строительном производстве
  - Техническое обслуживание, ремонт и реконструкция сооружений
- Факультет по работе с иностранными студентами
  - Кафедра украинского и русского языков
  - Кафедра украинского и русского языков как иностранных

### Музейный комплекс
За время своего существования Музейный комплекс Харьковского национального университета городского хозяйства стал неотъемлемой частью в структуре учебного заведения, популярным культурно-просветительским Центром университета, экскурсии, выставки и программы которого вызывают неизменный интерес. История становления и развития Музейного комплекса неразрывно связана с историей одного из старейших на Украине вузов.
На протяжении всей своей деятельности ХНУГХ всегда был связан с музейной и выставочной деятельностью. Идея создания музейного комплекса в ХИИКСе (ныне ХНУГХ) в 1939 году принадлежала академику архитектуры А. Н. Бекетову. Бекетов преподавал на архитектурном факультете ХИИКСа с 1935 г. по 1941 г. Он прекрасно понимал значение музейного наследия в формировании и становлении образованной личности. К сожалению, этот проект не был осуществлён в связи с началом Великой Отечественной войны. Пройдёт много лет, прежде чем идея создания музея в университете осуществится реально. Благодаря усилиям энтузиастов учебного заведения, в 1967 году состоялось торжественное открытие «Музея истории ХИИКСа».
В 2001 году музей получил статус «музейного комплекса».
В структуру «Музейного комплекса ХНУГХ» вошли несколько самостоятельных музеев:
— Музей истории Харьковской национальной академии городского хозяйства (основан в 1967 г.).
— Музей академика архитектуры А. Н. Бекетова (основан в 1990 г.).
— Музей украинского писателя С. В. Пилипенко (основан в 1996 г.).
— Выставка скульптур «Поэзия в бронзе» Мирталы Пилипенко (основана в 1996 г.).
— Краеведческая выставка «Старый Харьков» (основана в 1994 г.).
— Выставочный художественный зал «Вернисаж» (основан в 1994 г.).
— Художественная галерея современного изобразительного искусства Слобожанщины (основана в 2003 г.).
— Журнал «Альманах музея» (основан в 2000 г.).
В Музейном комплексе университета проходят экскурсии, встречи с известными искусствоведами, краеведами, разнообразные тематические и художественные выставки, камерные музыкальные и поэтические вечера, встречи с интересными людьми. Проводятся дни архивной информации, традиционные музейные круглые столы и научно-практические конференции, «Бекетовские чтения», «Пилипенковские чтения и литературные вечера», Дни памяти, мемориальные выставки и мероприятия. Большое внимание уделяется образовательным программам и проектам. Музейный комплекс стал неотъемлемой частью культурной жизни университета.

## Библиотека
Библиотека Харьковского национального университета городского хозяйства имени А. Н. Бекетова — учебное, информационное и культурно-просветительское подразделение вуза.
История становления и развития библиотеки неразрывно связана с историей университета. Со дня своего основания (1930 г.) библиотека выполняет основную функцию — обеспечение полного, качественного и оперативного библиотечно-библиографического и информационного обслуживания студентов, аспирантов, научных и научно-педагогических работников, сотрудников университета согласно с их информационными запросами на основе широкого доступа к библиотечным и информационным ресурсам. Как структурное подразделение университета, библиотека формирует основные фонды в соответствии с учебными планами, программами и тематикой научных исследований вуза.
Качественное и оперативное удовлетворение информационных потребностей пользователей обеспечивает эффективная система обслуживания, состоящая из абонементов (абонемент учебной литературы; абонемент научной литературы; абонемент художественной литературы; абонемент для студентов заочного обучения) и читальных залов (читальный зал гуманитарных наук; читальный зал научно-технической литературы, зал информационного сервиса; читальные залы в общежитиях № 3, 4, 5, 6).
На сегодняшний день в библиотеке функционирует электронный каталог, который постоянно пополняется библиографическими записями новых поступлений, в электронной форме ведётся картотека обеспеченности, в автоматизированном режиме осуществляется запись читателей в библиотеку.

## Центр Мегаполис
Образовательный и научно-производственный Центр Мегаполис был создан при поддержке исполнительного комитета Харьковского городского совета с целью отладки трансфера современных технологий и повышение качества образования.
Структурно центр Мегаполис состоит из координационного совета, в который входят представители Министерства архитектуры, строительства и жилищно-коммунального хозяйства, городского совета, вузов г. Харькова, педагоги университета, специалисты городских предприятий; а также экспертного совета, центра информационно-технического обеспечения, учебно-выставочного комплекса и центра подготовки.
Непосредственно принимая участие в реальных крупных проектах, таких как Программа развития и реформирования жилищно-коммунального хозяйства г. Харькова до 2010 г., Программа развития и реформирования жилищно-коммунального хозяйства Харьковской области до 2010 г. и др., студенты и аспиранты получают опыт, необходимый им для дальнейшего трудоустройства, имеют возможность публиковать результаты своей работы в научных сборниках, вместе с тем улучшается качество их обучения.
Преподаватели университета, привлечённые к общей работе над программами и проектами развития города вместе со своими коллегами из других вузов, специалистами-практиками, имеют возможность постоянно повышать свой профессиональный уровень и квалификацию, а также совершенствовать учебные программы для студентов.

## Информационные ресурсы университета

### Корпоративная информационная система
Корпоративная информационная система ХНУГХ — наиболее важный инновационный проект университета, построенный с использованием современных информационных технологий и программных продуктов. С помощью корпоративной информационной системы студенты могут решить целый круг проблем, связанных с учебным процессом. С локальных рабочих мест или с сети Интернет студенты могут найти или получить информацию о своих рабочих планах за время обучения, расписание занятий на любой момент времени и баланс затрат по оплате за обучение и общежитие и решить много других «технических» вопросов. Имеется web-доступ к корпоративной информационной системе.

## Почётные доктора, академики, лауреаты премий
- Бабаев Владимир Николаевич. Ректор. Доктор наук государственного управления, профессор. Заслуженный строитель Украины. Академик Международной Академии инженерных наук. Академик Академии строительства Украины. Лауреат Государственной премии Украины в области архитектуры (1999). Почётный гражданин г. Харькова.
- Маляренко Виталий Андреевич. Заведующий кафедрой электроснабжения городов. Доктор технических наук, профессор. Заслуженный деятель науки и техники Украины. Академик Академии наук Высшей школы Украины. Лауреат Государственной премии Украины в области науки и техники (2011).
- Мацевитый Юрий Михайлович. Доктор технических наук, профессор кафедры эксплуатации газовых и тепловых систем. Заслуженный деятель науки и техники Украины. Академик Национальной академии наук Украины. Лауреат Государственной премии Украины в области науки и техники (2003).
- Назаренко Леонид Андреевич. Заведующий кафедрой светотехники и источников света. Доктор технических наук, профессор. Академик Международной Академии наук прикладной радиоэлектроники. Лауреат Государственной премии в области науки и техники (2002).
- Семенов Владлен Трофимович. Заведующий кафедрой градостроительства. Кандидат архитектуры, профессор. Заслуженный архитектор УССР. Академик Украинской Академии архитектуры. Лауреат Государственной премии Украины в области архитектуры (1999).
- Стольберг Феликс Владимирович. Заведующий кафедрой инженерной экологии городов. Доктор технических наук, профессор. Академик Украинской экологической академии наук. Лауреат государственной премии Украины в области науки и техники (1995).
- Шмуклер Валерий Самуилович. Доктор технических наук, профессор кафедры строительных конструкций. Отличник образования Украины. Академик Академии строительства Украины. Лауреат Государственной премии Украины в области архитектуры (1995).
- Святченко Евгений Андрианович. Заведующий кафедрой архитектуры. Кандидат архитектуры, профессор. Член-корреспондент Украинской Академии архитектуры.

## Награды и репутация
- Бронзовая медаль 2005 г. в номинации «Модернизация высшего образования согласно Болонского процесса» на восьмой Международной выставке учебных заведений «Современное образование в Украине — 2005».
- Почётное звание «Лидер современного образования» за многолетнюю инновационную педагогическую деятельность по модернизации образования Украины на девятой Международной выставке учебных заведений «Современное образование в Украине — 2006».
- Серебряная медаль на Х Международной юбилейной выставке учебных заведений «Современное образование Украина — 2007» (г. Киев) за участие в конкурсе в номинации «Интеграция науки и образования» Академия была награждена.
- Серебряная медаль и почетное звание «Лидер современного образования» на XI Международной выставке учебных заведений «Современное образование Украины — 2008» (г. Киев), в конкурсе, который проходил в рамках выставки в номинации «Инноватика в высшем образовании».
- Почетное звание «Лауреат конкурса» как победителю конкурса в номинации «Инноватика в высшем образовании» по подкатегории «Внедрение инноваций в управление высшим учебным заведением» в 2009 г.
- Золотая медаль в номинации «Компетентностный подход в образовательной деятельности высшей школы» на Международной выставке-презентации «Современные образовательные заведения — 2010» (г. Киев);
- Победитель в рейтинговом выставочном конкурсе и награждение Гран-при «Лидер высшего образования Украины» на II Международной выставке «Современные учебные заведения — 2011».
- В 2014 году агентство «Эксперт РА», включило вуз в список лучших высших учебных заведений Содружества Независимых Государств, где ему был присвоен рейтинговый класс «Е»[15].